# Pintara
Pintara là một chi bướm ngày thuộc họ Bướm nâu.